# Camp David
Camp David este o reședință rurală de vacanță a președintelui Statelor Unite ale Americii situată pe dealurile împădurite din Parcul Montan Catoctin, în apropierea localităților Thurmont și Emmitsburg din Maryland, la aproximativ 62 km (100 km) nord-nord-vest de capitala Washington, DC. Ea este cunoscută oficial sub numele de Naval Support Facility Thurmont, deoarece reședința Camp David este din punct de vedere tehnic o tabără militară, fiind deservită în primul rând de militarii din United States Naval Construction Battalions (Seabees), Civil Engineer Corps, United States Navy și United States Marine Corps.
Cunoscută inițial ca Hi-Catoctin, Camp David a fost construită ca o tabără pentru agenții guvernamentali federali și familiile lor de către Works Progress Administration. Construcția taberei a început în 1935 și a fost finalizată în 1938. În 1942 președintele Franklin D. Roosevelt a transformat-o într-o reședință prezidențială de vacanță și a redenumit-o „Shangri-La” (după paradisul himalayan ficțional din romanul Orizont pierdut (1933) al scriitorului britanic James Hilton, la care a făcut referire în glumă ca loc de pornire al Raidului Doolittle de la începutul acelui an). Numele actual al reședinței, Camp David, a fost dat de președintele Dwight D. Eisenhower, în onoarea tatălui său și a nepotului său, ambii numiți David.
Parcul montan Catoctin nu indică locația Camp David pe hărțile parcului din cauza confidențialității și necesității de asigurare a securității locului, deși el poate fi văzut pe imaginile luate din satelit care sunt accesibile publicului.

## Folosirea reședinței
- Franklin D. Roosevelt l-a primit acolo pe Sir Winston Churchill în mai 1943.[8]
- Dwight Eisenhower a ținut acolo prima sa ședință de cabinet la 22 noiembrie 1955, după ce a fost spitalizat și s-a aflat în convalescență în urma unui atac de cord suferit la Denver, Colorado, în 24 septembrie.[9] Eisenhower s-a întâlnit acolo cu Nikita Hrușciov pentru o serie de discuții întinse pe durata a două zile în septembrie 1959.[10]
- John F. Kennedy și familia sa practicau adesea acolo călăria și alte activități recreative, iar Kennedy permitea adesea membrilor cabinetului și personalului Casei Albe să folosească reședința atunci când el sau familia lui nu erau acolo.
- Lyndon B. Johnson s-a întâlnit acolo cu consilierii săi și i-a primit pe premierul australian Harold Holt și pe premierul canadian Lester B. Pearson.[11]
- Richard Nixon a fost un vizitator frecvent al acestei reședințe. El a dispus personal amenajarea unei piscine și realizarea altor îmbunătățiri ale cabanei Aspen.[12]
- Gerald Ford a condus adesea snowmobilul în jurul reședinței de la Camp David și l-a primit acolo pe președintele indonezian Suharto.[13]
- Jimmy Carter a intenționat inițial să închidă reședința de la Camp David pentru a economisi bani. După ce Carter a vizitat pentru prima dată acest loc, el a decis să îl păstreze.[14] Carter a intermediat Acordurile de la David David în septembrie 1978 între președintele egiptean Anwar Al-Sadat și premierul israelian Menachem Begin.[8]
- Ronald Reagan a vizitat această reședință mai mult decât orice alt președinte.[15] În 1984 Reagan a găzduit-o aici pe premierul britanic Margaret Thatcher.[16]
- Fiica lui George H.W. Bush, Dorothy Bush Koch, s-a căsătorit acolo în 1992, în prima nuntă care a avut loc vreodată la Camp David.[17]
- În timpul mandatului lui Bill Clinton, premierul britanic Tony Blair s-a numărat printre numeroșii vizitatori pe care președintele i-a primit la Camp David.[18] El a organizat acolo negocierea acordurilor de pace între premierul israelian Ehud Barak și președintele Autorității Palestiniene, Yasser Arafat.
- George W. Bush a găzduit aici mai mulți demnitari, inclusiv pe președintele Rusiei Vladimir Putin în 2003[19][20] și pe primul ministru britanic Gordon Brown în 2007.[21] George W. Bush l-a primit, de asemenea, pe premierul danez Anders Fogh Rasmussen în iunie 2006.[22]
- Barack Obama a ales reședința de pe Camp David ca loc al celui de-al 38-lea summit G8 din 2012. [23] Președintele Obama l-a găzduit, de asemenea, pe premierul rus Dmitri Medvedev la Camp David,[24] precum și Summit-ul Consiliului de Cooperare al Golfului în 2015.[25]
- Donald Trump i-a găzduit pe liderii Congresului la Camp David, în timp ce republicanii se pregăteau să-și apere majoritatea în ambele camere ale Congresului la alegerile parlamentare de la jumătatea anului 2018.[26]

## Probleme de securitate
În 2 iulie 2011 un F-15 a interceptat un mic avion de pasageri cu două locuri care zbura lângă Camp David, atunci când președintele Obama se afla acolo. Aeronava civilă, care rămăsese fără comunicații radio, a fost interceptată la aproximativ 6 mile (10 km) de reședința prezidențială. F-15 a escortat aeronava în afara zonei de protecție, iar avionul intrus a aterizat în Hagerstown, Maryland, fără incidente. Ocupanții avionului civil zburau între două orașe din Maryland și au fost puși în libertate fără a fi acuzați de vreo infracțiune.
În 10 iulie 2011 un F-15 a interceptat un alt mic avion de pasageri cu două locuri care zbura lângă Camp David când Obama se afla din nou în reședință; un număr total de trei avioane au fost interceptate în acel weekend de la 9 iulie.

## Galerie

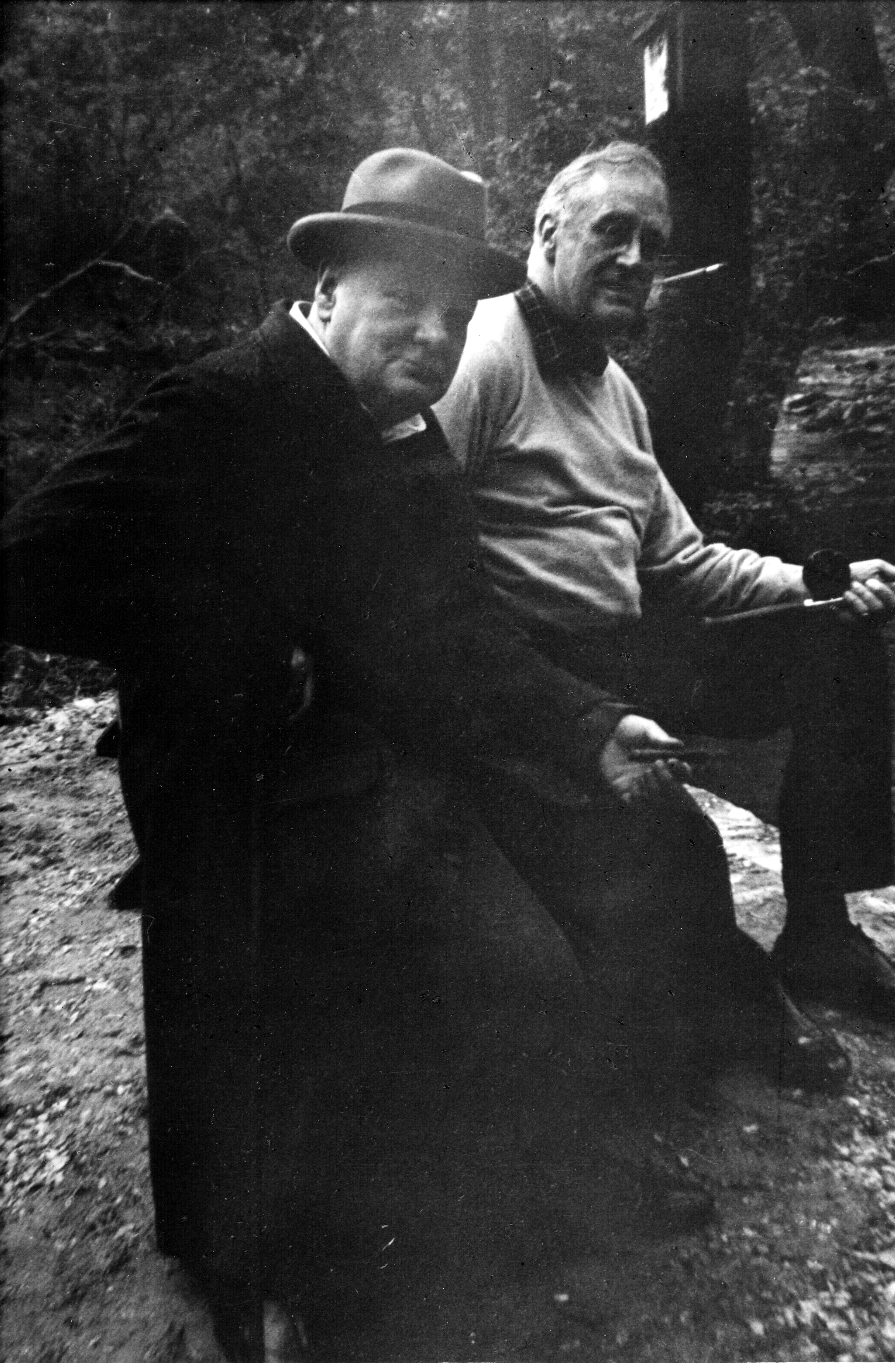
Franklin D. Roosevelt și Winston Churchill la reședința numită atunci Shangri-La, mai 1943
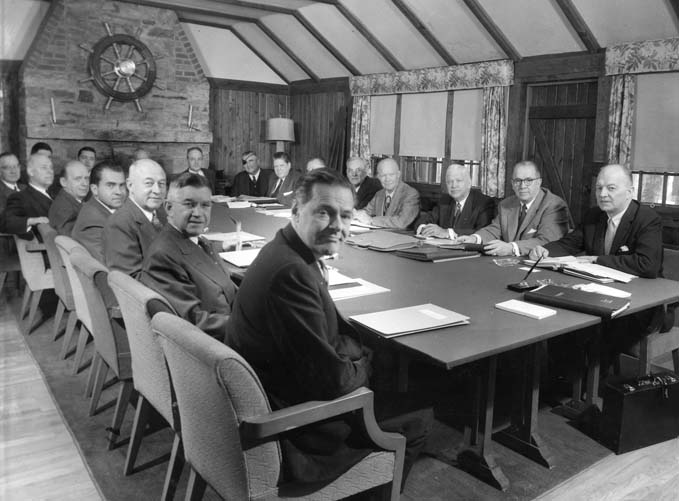
Președintele Dwight D. Eisenhower se întâlnește cu membrii Consiliului de Securitate Națională la cabana Holly, 1955
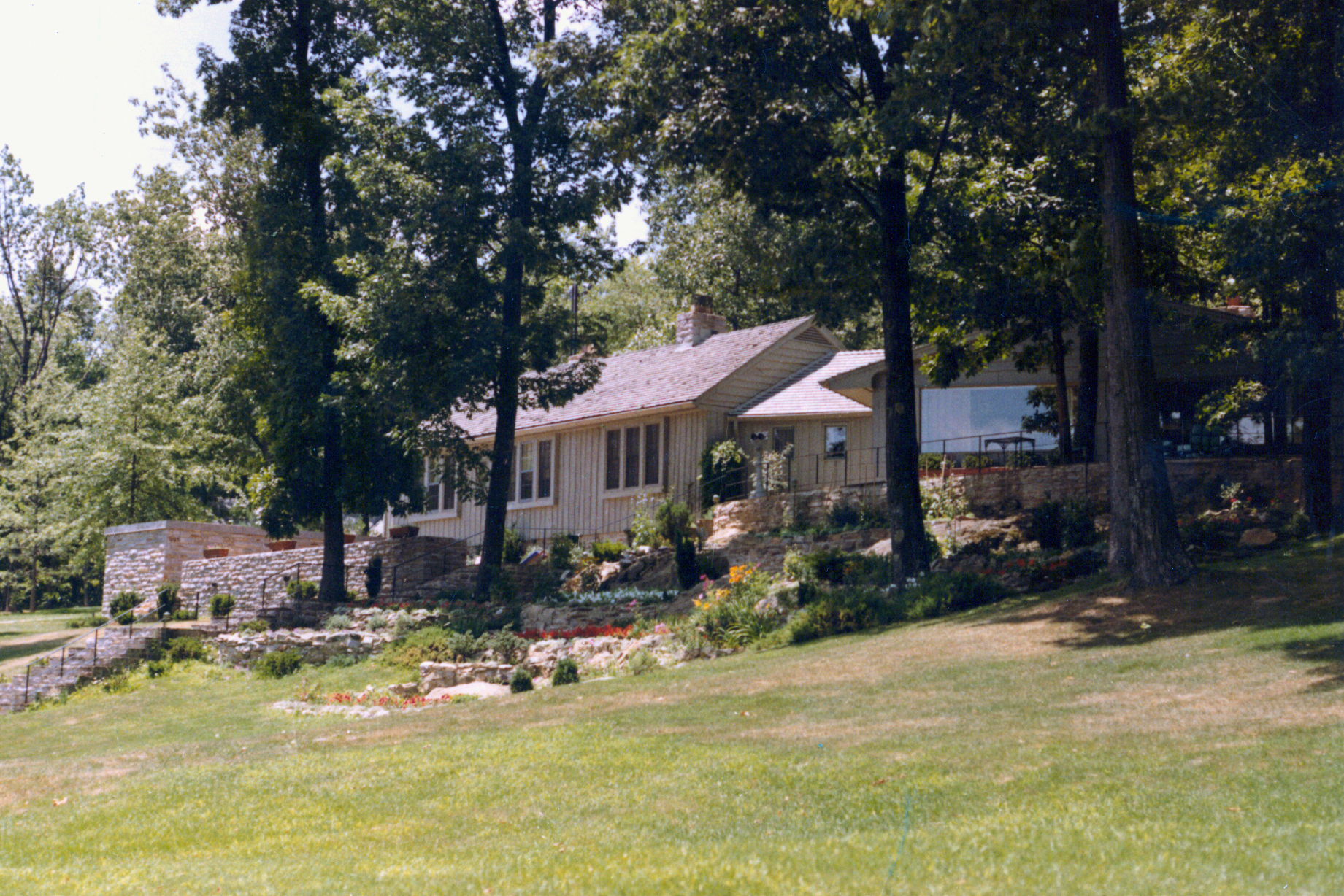
Cabana principală în timpul administrației Eisenhower, 1959
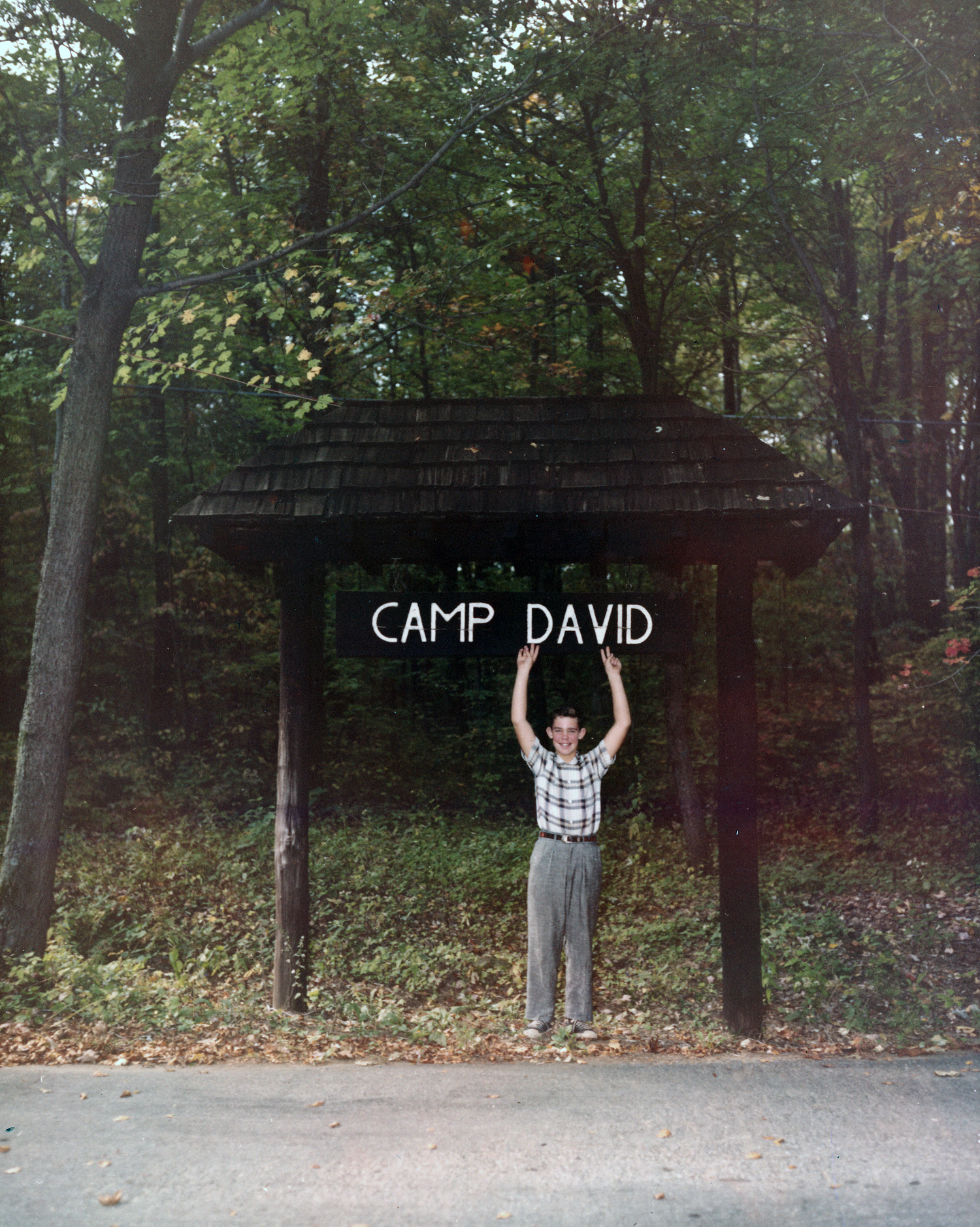
David Eisenhower (12 ani), nepotul președintelui Eisenhower, pozându-se cu semnul reședinței care-i poartă numele, 1960
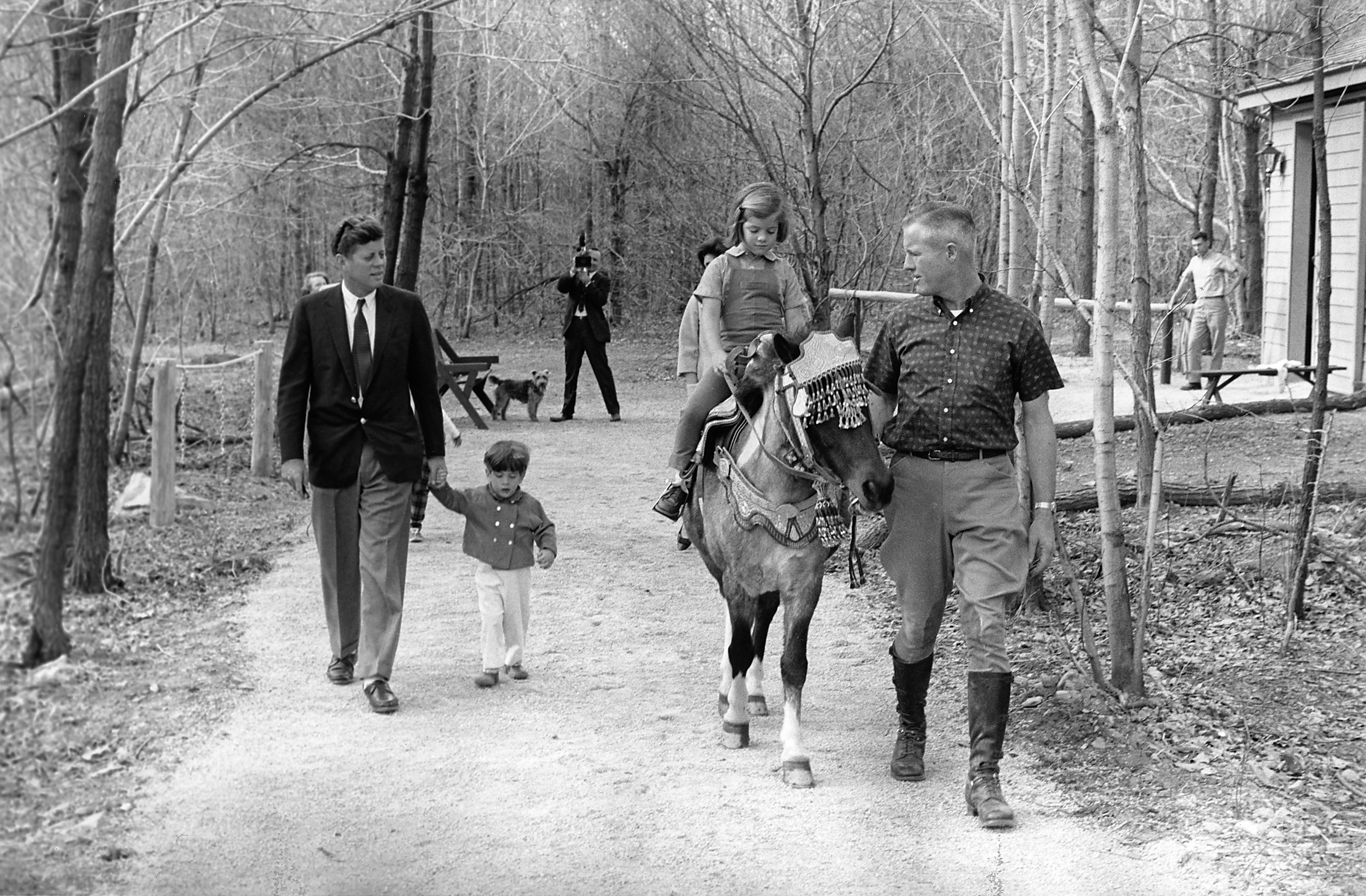
John F. Kennedy, John F. Kennedy, Jr. și Caroline Kennedy (călare pe „Tex”)
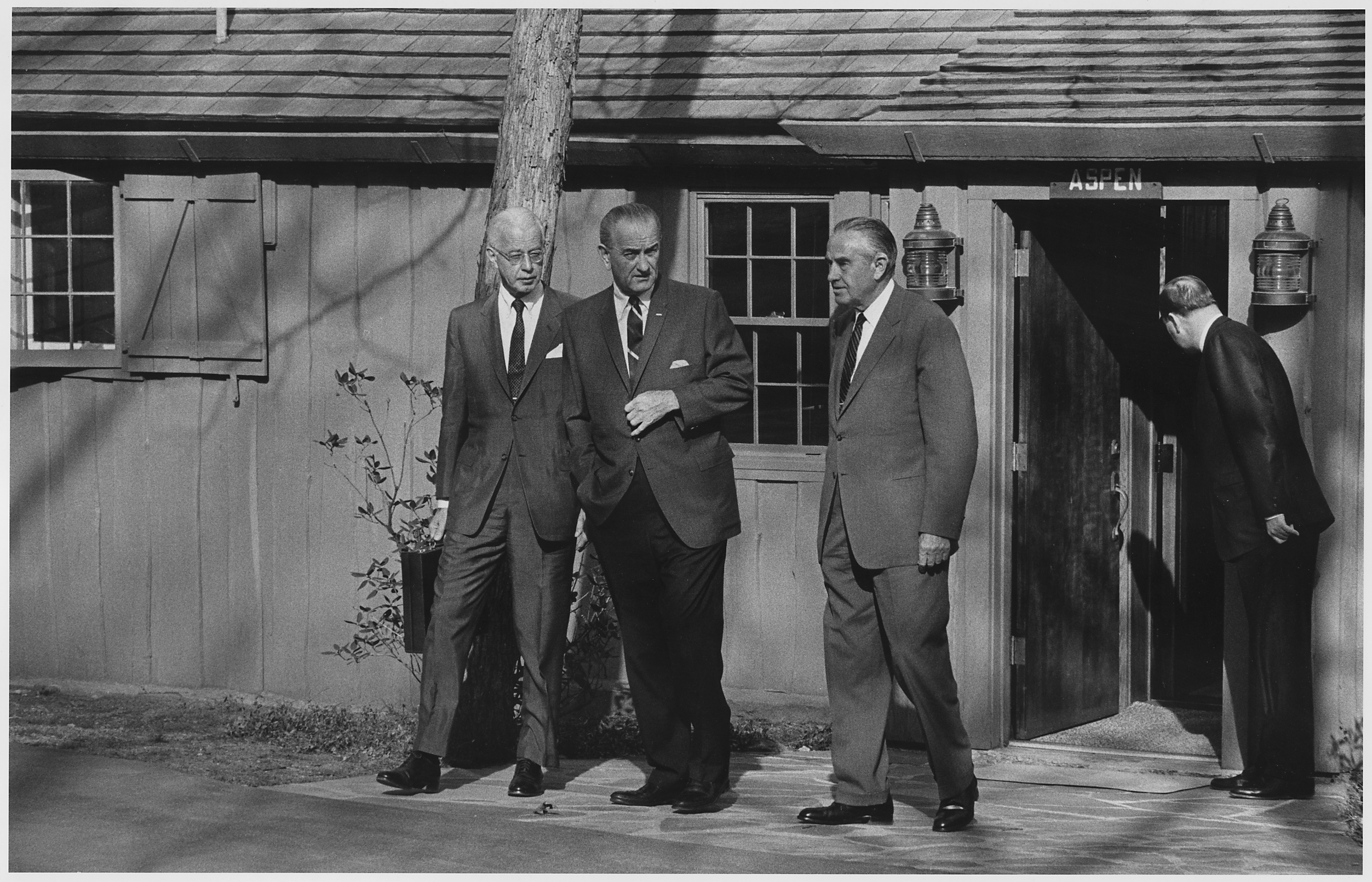
Președintele Lyndon B. Johnson ieșind cu ambasadorii Ellsworth Bunker și W. Averell Harriman din cabana Aspen, 9 aprilie 1968
Richard și Pat Nixon își plimbă câinii la Camp David.
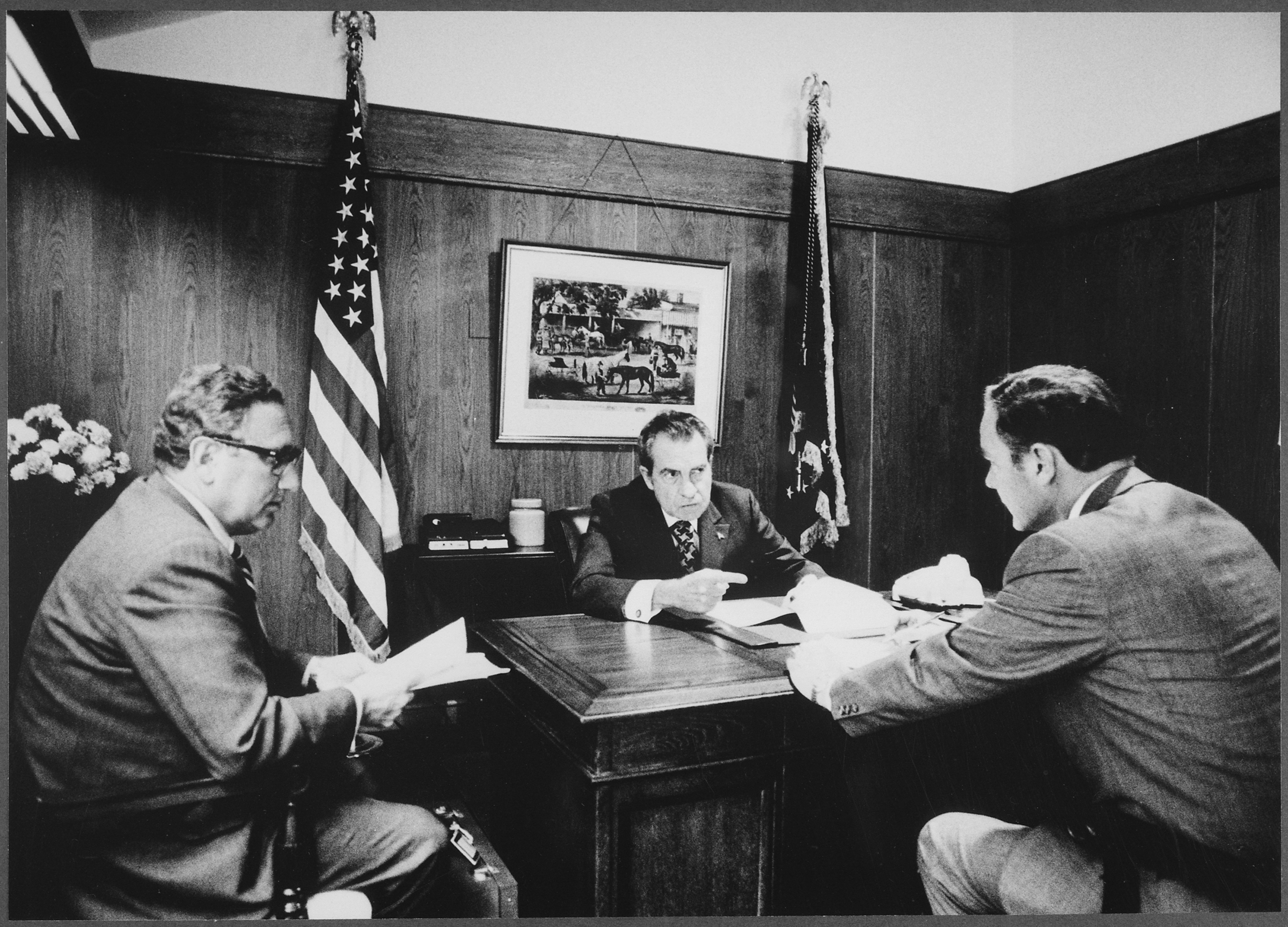
Richard Nixon purtând discuții cu privire la Războiul din Vietnam cu consilierul prezidențial pentru securitate națională Henry Kissinger și generalul maior Alexander Haig Jr., Camp David, 1972
Richard Nixon, Camp David.
Gerald și Betty Ford, cu fiica Susan și câinele Liberty, la Camp David
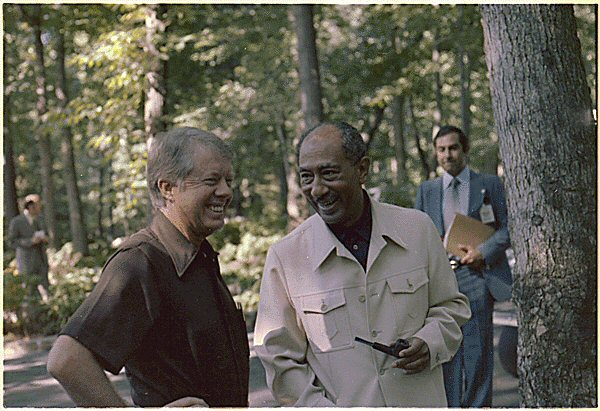
Jimmy Carter se întâlnește cu președintele Egiptului, Anwar Sadat, la începutul negocierilor de pace de la Camp David din 1978.
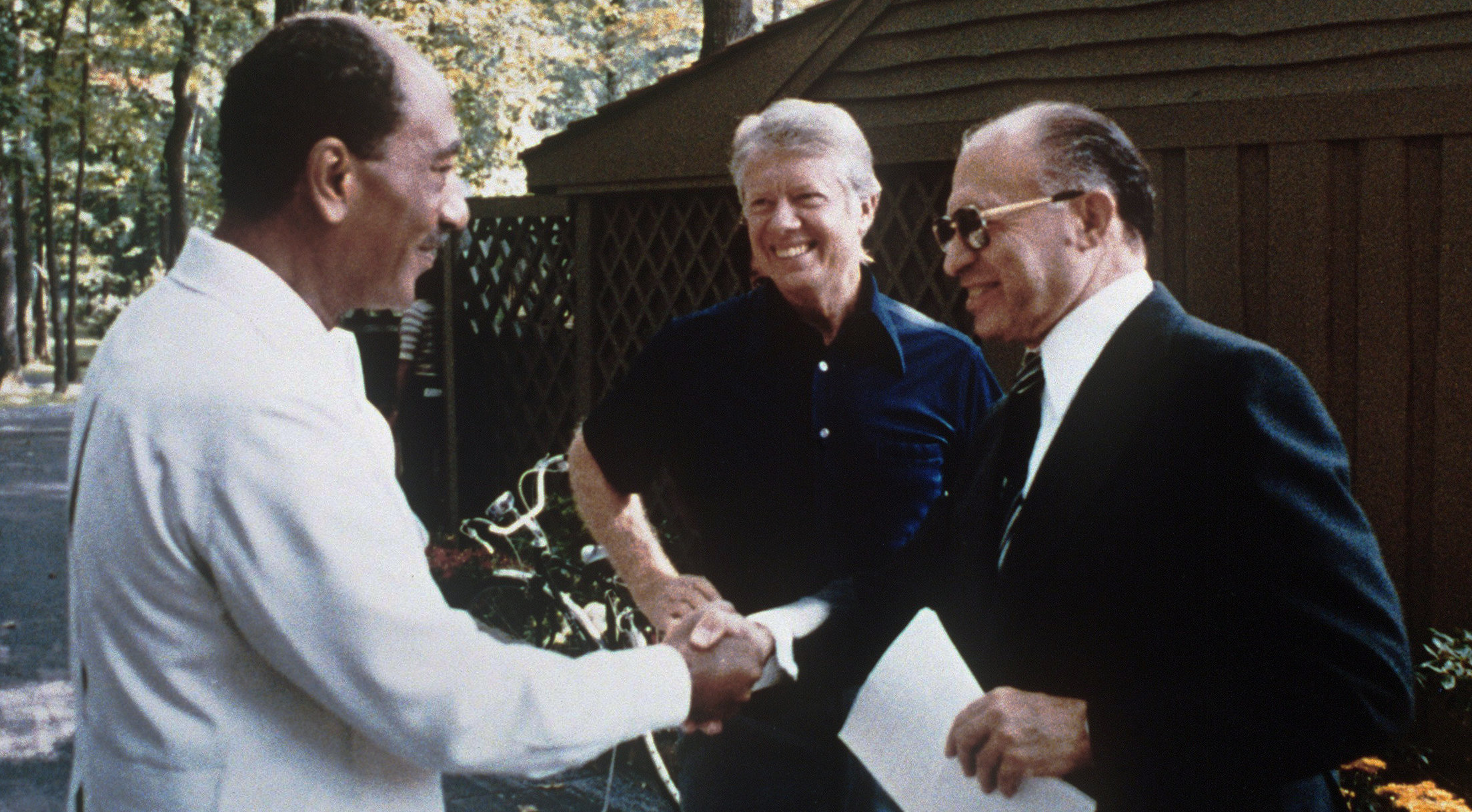
Anwar Sadat, Jimmy Carter și Menachem Begin la Camp David în 1978
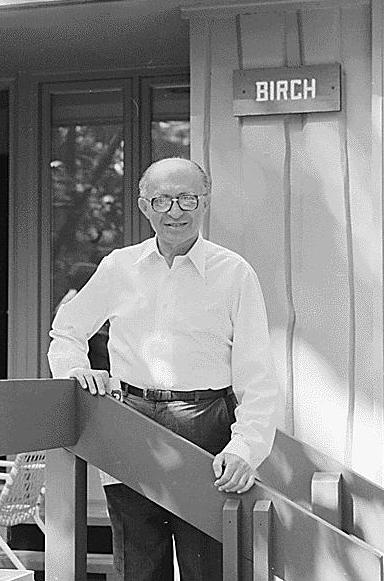
Menachem Begin la Camp David, 1978.
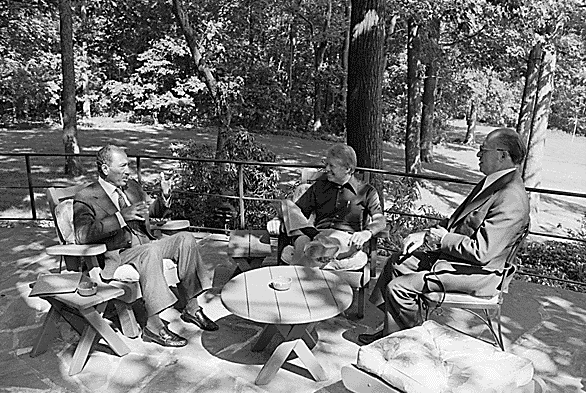
Anwar Sadat, Jimmy Carter și Menachem Begin s-au întâlnit pe terasa cabanei Aspen, 6 septembrie 1978.
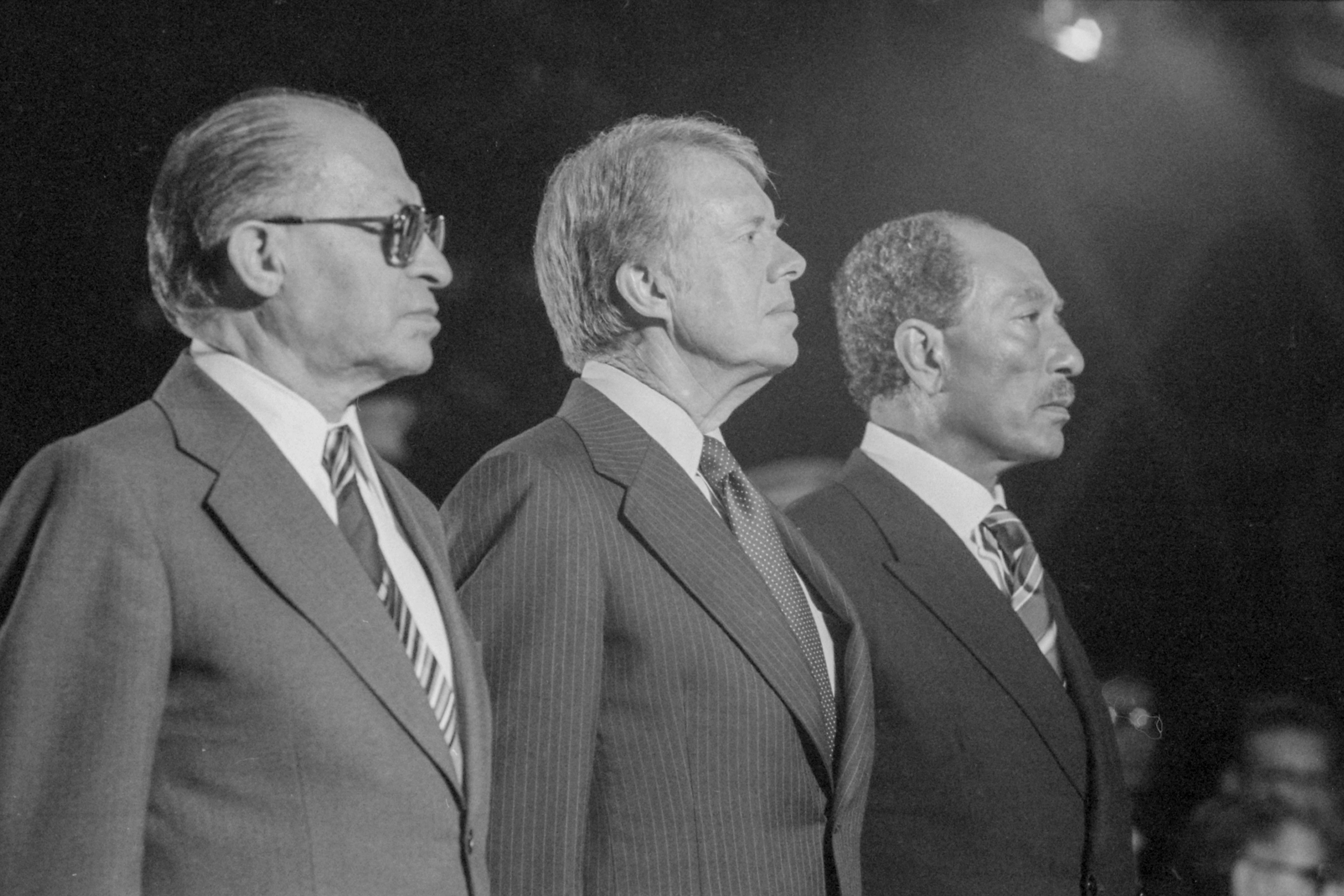
Menachem Begin, Jimmy Carter și Anwar Sadat la Camp David, 7 septembrie 1978.
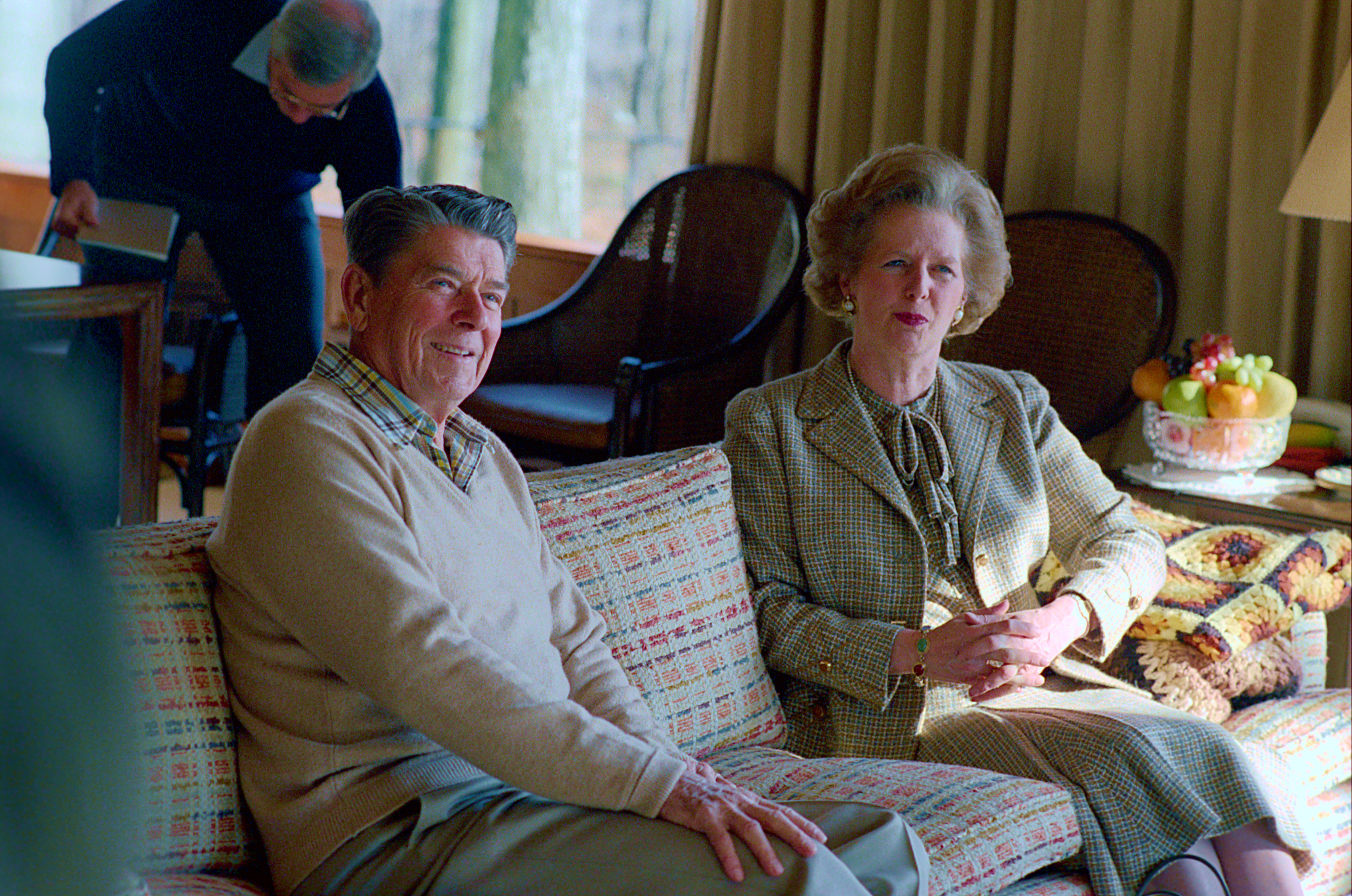
Margaret Thatcher și Ronald Reagan în cabana Aspen, 1984.
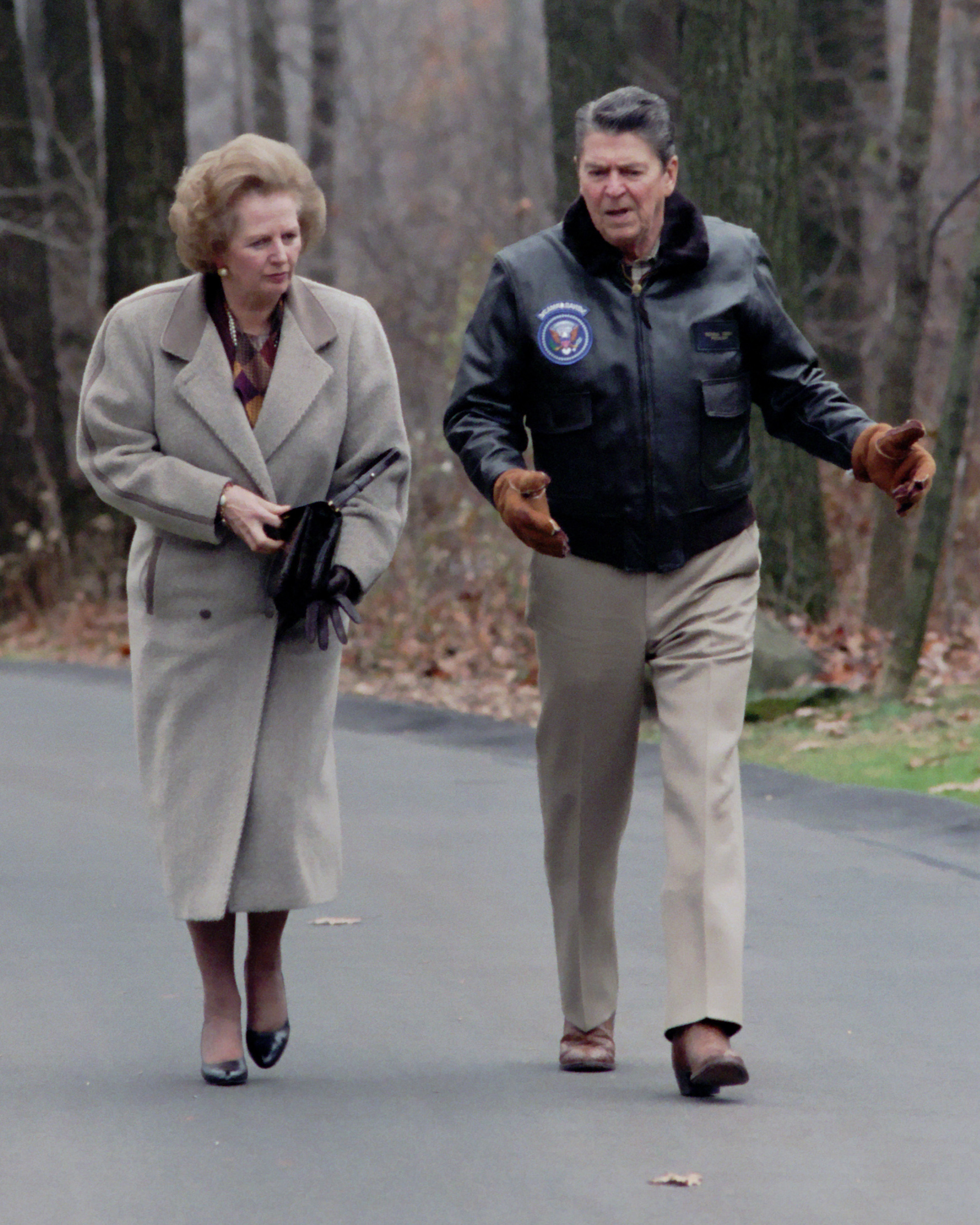
Thatcher și Reagan se plimbă pe aleile de la Camp David în 1986.
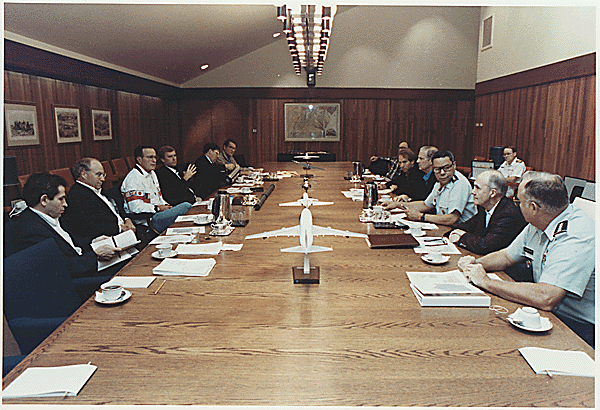
George H. W. Bush se întâlnește cu membrii Consiliului de Securitate Națională în sala de conferințe a cabanei Laurel pe 4 august 1990.
- Președintele Clinton cu premierul israelian Ehud Barak și președintele palestinian Yasser Arafat la negocierile de pace de la Camp David, iulie 2000.
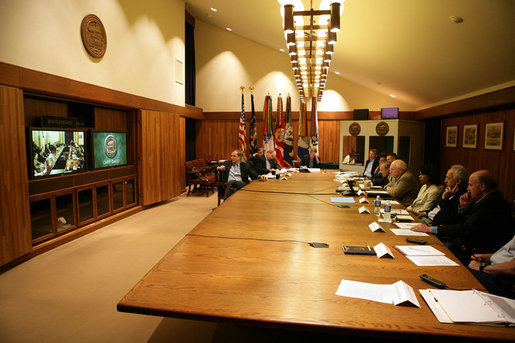
Vicepreședintele Dick Cheney și membrii echipei Interagency Team on Iraq participă de la Camp David la o teleconferință video cu președintele George W. Bush, aflat la Bagdad (Irak).
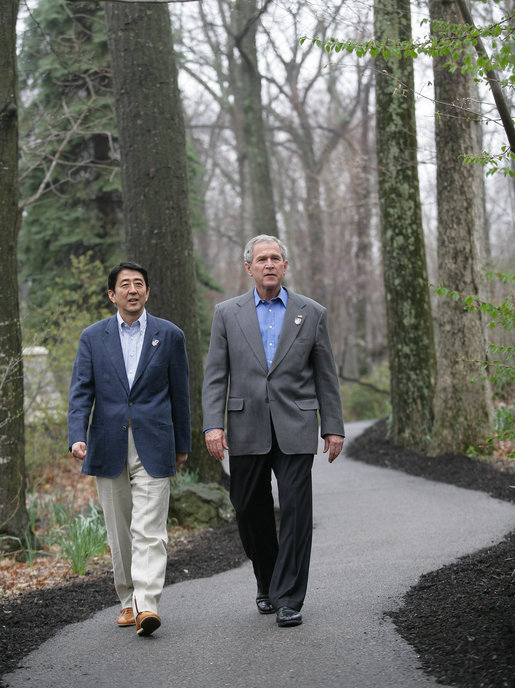
Shinzō Abe, primul ministru al Japoniei, și George W. Bush la Camp David, aprilie 2007.
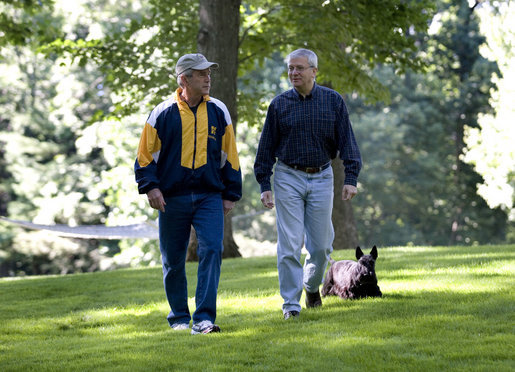
Președintele George W. Bush și șeful de cabinet de la Casa Albă Josh Bolten se plimbă împreună cu câinele președintelui Barney la Camp David, 21 iulie 2007.
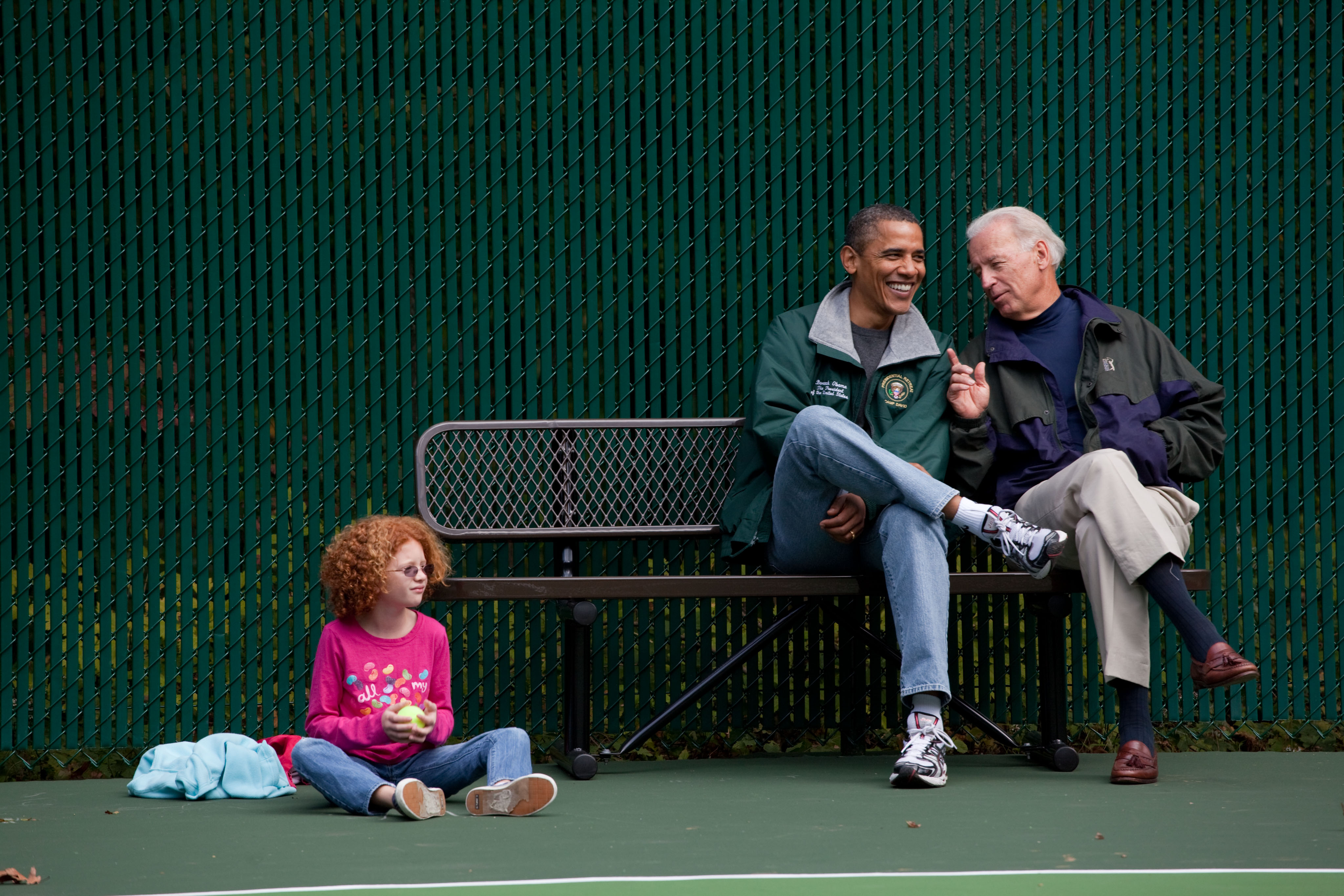
Barack Obama și Joe Biden la Camp David în 2010.
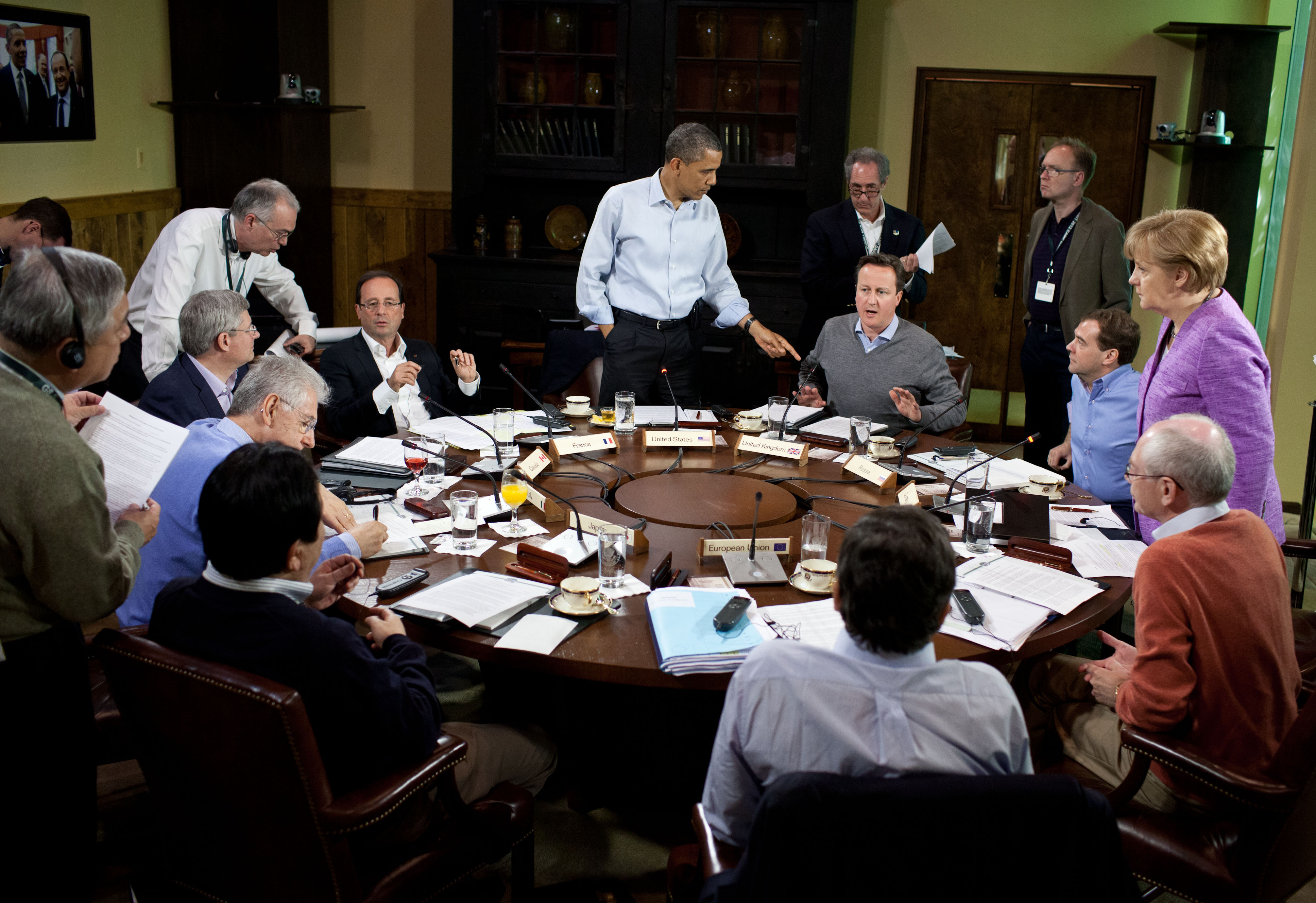
Liderii mondiali la Summit-ul G8 din 2012. (În sensul acelor de ceasornic) Obama (în picioare), Cameron, Medvedev, Merkel, Van Rompuy, Barroso, Noda, Monti, Harper și Hollande.

## Legături externe
- Site web oficial from White House page
- Camp David from the Federation of American Scientists
- Digital documents regarding Camp David from the Dwight D. Eisenhower Presidential Library